# 窦唯
窦唯（1969年10月14日—），又名暮良，北京人，中国大陸著名音樂家、歌手、作曲家、音乐制作人，中国摇滚乐代表人物之一，与魔岩唱片同儕张楚、何勇并称为“魔岩三杰”。
1988年接替丁武担任黑豹乐队主唱，1991年发行中國第一張流行搖滾樂專輯《黑豹》，在香港和大陸取得了商业成功，同年離開黑豹，先后组建做梦乐队（1991-1992）、译乐队（1999-；窦唯2000年退出）、暮良文王乐队（2002-）。2002年起，窦唯和不一定乐队合作，后改组不一样乐队（2006-）。2020年起，窦唯和朝简乐队合作。

## 经历

### 早年（1969年-1987年）
窦唯1969年出生于北京，家住大杂院，父亲窦绍儒搞民乐，母亲在北京第一机床厂上班，五岁时开始随父亲学习传统笛子演奏。初中在北京市第五中学学习。
1985年，窦唯进入职高，学习精神病护理。在职高学了一点吉他，并开始接触西方音乐，于是尝试自己搞音乐 。18岁，窦唯考上北京青年轻音乐团，作为歌手开始走穴跑垫场。1987年离开学校。

### 黑豹乐队、做梦乐队（1988年-1998年）
1988年加入黑豹乐队，接替丁武担任主唱并创作大部分词曲并合作出版了《黑豹》，在大陆和香港获得巨大的商业成功。
1991年因创作理念分歧离开黑豹，组建做梦乐队。
1992年与波丽佳音签约，同年10月做梦乐队解散。同年参与电影《北京杂种》拍摄。
1993年初，与波丽佳音公司解约，签约魔岩文化，单曲《希望之光》收录在《摇滚北京Ⅰ》合辑中。
1994年5月发行第一张个人专辑《黑梦》，被誉为“中国摇滚乐的里程碑式专辑”，与张楚、何勇并称“魔岩三杰”。6月与Radiohead同台演出（据窦唯采访，他本人并不熟悉Radiohead，所谓同台演出是厂商安排），12月与张楚、何勇、唐朝乐队赴香港“摇滚中国乐势力”演唱会。
1995年10月发行专辑《艳阳天》，标志着其探索实验音乐与氛围音乐的开始。同年，为侯孝贤导演的电影《好男好女》作曲。
1998年11月发行第三张专辑《山河水》。

### FM3、暮良文王、不一定、译乐队、不一样（1999-）
1999年加入讴歌创建的译乐队，同年发行窦唯与译乐队合作的专辑《幻听》。
2000年2月推出精选集《希望之光》，同年窦唯与译乐队合作的专辑《雨吁》制作完成。
2001年，赴西安“存在西安摇滚演唱会”，退出译乐队，同FM3合作音乐剧“镜·花·缘”。
2002年，组成暮良文王。
2003年4月与不一定乐队合作出版专辑《壹举·两得》，9月出版专辑《暮良文王》。
2004年2月出版专辑《镜花缘记》，5月出版专辑《三国·四记》，8月出版专辑《八段锦》，9月出版专辑《五鹊·六雁》。同年出版专辑《相相生》、现场专辑《期过圣诞》。2005年8月出版专辑《八和九生》。同年出版专辑《山豆几石页》、专辑《祭然品气国》。
2006年4月《东游记》、《水先后古清风乐》出版。
2006年8月等待6年的《雨吁》出版，并且窦唯凭借《雨吁》获得第7届音乐风云榜“最佳摇滚歌手”、“最佳摇滚专辑”、“内地最佳歌手”奖。12月，自烧车事件后一直蛰伏的窦唯复出，组建“不一样”乐队，保留了窦唯和张荐两名“不一定”老成员，参加深圳第六届根据地音乐节。
2007年与张楚、何勇共同参加由树音乐公司承办的鄂尔多斯草原摇滚音乐会。2007年9月底，受澳门文化中心邀请参加第三届“Hush full band马拉松摇滚音乐祭”演出，在澳门及香港地区反响强烈。同年12月推出了最新的专辑作品《佐罗在中国》及《松阿珠阿吉》。
2008年4月参加凤凰卫视的许戈辉主持的《名人名对面》。2008年7月5日与张楚、何勇一起参加在上海大舞台由树音乐公司主办的定名为“树生长的声音”的大型演唱会。
2008年7月，树音乐公司推出窦唯与不一定乐队和不一样乐队合作的唱片《五音环乐》，五张唱片五种颜色和奥运五环相映，对奥运的献礼。2008年8月，窦唯与曹保平导演合作，为周迅主演的《李米的猜想》配乐，并亲自为周迅打造《窗外》翻唱版本作為電影主題曲。竇唯以本片配樂獲得2009年第46屆金馬獎最佳原創電影音樂。
2009年，参与纪录片《再见，乌托邦》的摄制。
2010年成立窦唯音乐工作室，4月出版专辑《早春的雨伞》，11月出版专辑《入秋》。
2011年6月出版专辑《口音》，7月为陈可辛导演的电影《武侠》创作片尾曲《迷走江湖》并演唱。
2012年4月出版专辑《箫乐冬炉》，6月出版专辑《笛音夏扇》、专辑《2012拍》。
2013年10月10日出版专辑《殃金咒》。同年在电影《甜蜜十八岁》担任音乐总监。
2014年4月14日出版专辑《天宫图》。2014年10月20日出版专辑《潸何吊》。
2015年1月出版专辑《束河乐记》。2015年3月出版专辑《正月散曲》。2015年9月出版专辑《天真君公》。
2016年12月19日出版专辑《间听监》及《时音鉴》。
2017年3月16日出版专辑《山水清音图》。同年10月16日在网络上发行《重返魔域》单曲，作为魔域手游主题曲。同年为电影《七十七天》写主题曲《扎西德勒》，由江一燕演唱并收录于江一燕专辑《我们的小世界》。
2018年1月1日，发表《送别2017》并出版专辑《麻姑符》和《和合秋月》。
2018年7月7日，出版与译乐队合作专辑《引音隐印》和《呓象》。 
2018年10月8日，窦唯宣布将于2018年10月9日0点发布单曲《臧公安魂》，以纪念逝去的老友臧天朔
2019年1月1日，与暮良文王合作出版了专辑《渔阳掺挝帖》。
2019年2月5日，与暮良文王合作出版了专辑《文王帖》。
2019年6月7日，同时发出五张专辑，与暮良文王合作出版的专辑《武王帖》，《绍公帖》，与不一样乐队合作的专辑《快雪堂乐记》，《阿勒颇婺源似》，《杨桃院儿》。
2019年9月5日，出版与不一样乐队合作专辑《菩提祷告》，同天出版与文智湧合作专辑《记艾灵 上》，《记艾灵 下》。
2020年4月4日，窦唯搭档文智湧以“朝简”组合的名义发布了一首关于疫情的新曲《后疫》。

## 个人生活
1989年，窦唯与姜昕相识相恋。
1994年，竇唯與王菲認識及相戀。
1996年7月，窦唯与王菲成婚。
1997年1月，王菲在北京生下女儿窦靖童。
1999年8月，窦唯与王菲离婚。
2002年6月，窦唯与高原结婚。8月，高原在京生下女儿窦佳嫄。
2004年，窦唯与高原离婚。

## 争议

### 泼可乐事件
1999年，窦唯因其他记者的提问而情绪过激，于是拿起可乐泼向亞視新聞的节目主持人。经法院审理，窦唯被判赔偿原告116.6元洗衣费。

### 「阴谋」论
窦唯曾用「陰謀」形容他和王菲，高原的兩段婚姻。
对于王菲，他说：“我觉得港台的一些经纪人害怕内地音乐的兴起，所以要拆散乐队，瓦解乐队，同时公司也会为艺人物色合适的对象！”窦唯认为在香港公司看来，他对于王菲不是合适的对象，不符合商业利益，所以他们阴谋破坏了他们的感情。
对于高原，他说：“我觉得高原和我结婚，是对丁武的报复，孩子更是被人策划出来的阴谋！”。他还指控高原是「台湾公司安排的在我身边的特务」。

### 打砸报社与烧车事件
2006年5月10日，由于不满狗仔队记者卓伟（本名韩炳江）的新闻报道，窦唯强闯并打砸北京《新京报》报社，毁坏该报社电脑与电话等贵重财物，并存在攻击报社员工的行为。在报社工作人员联系窦唯乐队朋友将其领走后，窦唯又回到报社并在路边用汽油点燃报社一员工的私车，随即自己打电话报警，后被警方治安拘留。2006年6月30日，窦唯以取保候审被释放。2007年11月1日北京市宣武区人民法院判决其故意毁坏公私财物罪成立，但因情节轻微，且有自首情节，免予刑事处罚。中央电视台《庭审现场》（2008年12月8日）曾对此做深入报道。 

## 音乐作品

### 录音室专辑

#### 个人
- 《黑梦》（1994年）
- 《艳阳天》（1995年）
- 《山河水》（1998年）
- 《八段锦》（2004年）
- 《殃金咒》（2013年）
- 《天真君公》（2015年）

## 电影作品

### 参与制作
- 《北京杂种》（1992年）
- 《再见，乌托邦》（2009年）

## 获奖与提名
| 年份 | 奖项                 | 类别                            | 提名作品   | 结果 |
| ---- | -------------------- | ------------------------------- | ---------- | ---- |
| 2007 | 音乐风云榜           | 最佳摇滚歌手                    | 雨吁       | 獲獎 |
| 2009 | 第46届金马奖         | 最佳原创电影音乐（毕晓笛/窦唯） | 李米的猜想 | 獲獎 |
| 2009 | 第27届中国电影金鸡奖 | 最佳音乐（毕晓笛/窦唯）         | 李米的猜想 | 提名 |
| 2012 | 第31屆香港電影金像獎 | 最佳原创电影歌曲                | 迷走江湖   | 提名 |
| 2013 | 第7届FIRST青年电影展 | 青年电影竞赛最佳配乐            | 甜蜜18岁   | 提名 |
| 2013 | 华语金曲奖艺术奖     | 年度最佳专辑                    | 口音       | 提名 |
| 2013 | 华语音乐传媒大奖     | 最佳器乐专辑                    | 笛音夏扇   | 獲獎 |
| 2015 | 阿比鹿音乐奖         | 年度轻音乐世界音乐唱片          | 束河乐记   | 獲獎 |